# Alyaksandr Rayewski
Alyaksandr Rayewski (tiếng Belarus: Аляксандр Раеўскі; tiếng Nga: Александр Раевский; sinh 19 tháng 6 năm 1988) là một cầu thủ bóng đá Belarus. Tính đến năm 2017, anh thi đấu cho Slavia Mozyr.